# Estação La Yaguara
A Estação La Yaguara é uma das estações do Metrô de Caracas, situada no município de Libertador, entre a Estação La Paz e a Estação Carapita. Administrada pela C. A. Metro de Caracas, faz parte da Linha 2.
Foi inaugurada em 4 de outubro de 1987. Localiza-se no cruzamento da Avenida Intercomunal de Antímano com a Avenida García Gonzáles Da Silva. Atende as paróquias de El Paraíso e de La Vega.